# Izabelów (województwo świętokrzyskie)
Izabelów – wieś sołecka w Polsce, położona w województwie świętokrzyskim, w powiecie koneckim, w gminie Końskie.
W latach 1975–1998 miejscowość administracyjnie należała do województwa kieleckiego.
Przez miejscowość przepływa niewielka struga dorzecza Pilicy, Żywiczka.
Wierni kościoła rzymskokatolickiego należą do parafii św. Anny i św. Jana Chrzciciela w Końskich.

## Pochodzenie nazwy
Nazwa wsi pochodzi od imienia Izabeli Małachowskiej, na część której, jej mąż Stanisław Małachowski nazwał tak ową miejscowość. Wieś dzieli się na dwie części: Izabelów Stary oraz Izabelów Nowy.

## Części wsi
| SIMC    | Nazwa      | Rodzaj    |
| ------- | ---------- | --------- |
| 1017592 | Małachówka | część wsi |
| 1017847 | Za Rzeką   | część wsi |

## Turystyka
Przez Izabelów przechodzi  niebieski szlak turystyczny z miejscowości Pogorzałe do Kuźniaków oraz  żółty szlak turystyczny z Końskich do Serbinowa

## Historia
Izabelów  wieś, w  gminie Duraczów, 3 km na płd. od Końskich. W roku 1791 „Izabellow” następnie „Izabellów” w spisie z roku 1827. Obecnie brzmiąca nazwa Izabelów pojawia się od 1882 i tak zapisana w SgKP

W roku 1882 było tu 8 domów i 50 mieszkańców.